# Caraguatypotherium munozi
El Caraguatypotherium munozi es una especie extinta de mesotérido que vivió en América del sur durante el Mioceno tardío, ha sido encontrado en yacimientos parte de la formación Huaylas, entre las comunas de Caragua y el valle del río Tignamar, en la Región de Arica y Parinacota, Chile, y en Argentina.

## Descripción
Fue referido inicialmente al mesotérido Eutypotherium sp. en 1989 por Bargo y Reguero, con base en unos restos fósiles encontrados en 1969 por el geólogo chileno David Pacci en la formación Huaylas. Posteriormente, un resumen ampliado se 1991 presentó un segundo espécimen más completo recolectado en la misma área por Nelson Muñoz, el cual fue referido a Typotheriopsis sp. Finalmente, en 2001 una nueva expedición a la formación Huaylas encontró un tercer espécimen de similares características a los dos anteriormente descritos, por lo que Flynn et. Al en 2005 realizó una revaluación de los restos recolectados mostrando que los tres especímenes no presentan diferencias morfológicas claras y discretas entre sí, y comparados a otros mesoterios los fósiles de Caragua presentan una combinación única de estados de caracteres primitivos y derivados que no se pueden comparar a otros mesotéridos. Por lo cual se refirió el material a un nuevo taxón, Caraguatypotherium munozi.
El holotipo de la especie (SGO PV 4004) (Colección de paleotología de vertebrados del Museo Nacional de Historia Natural de Chile), es un esqueleto parcial articulado que incluye un cráneo y mandíbulas en gran parte completos, 8 vértebras (todas cervicales y la primera torácica), un húmero distal izquierdo, cúbito y radio izquierdos, cúbito y radio distal derechos y manos moderadamente completas.

## Contexto Geológico

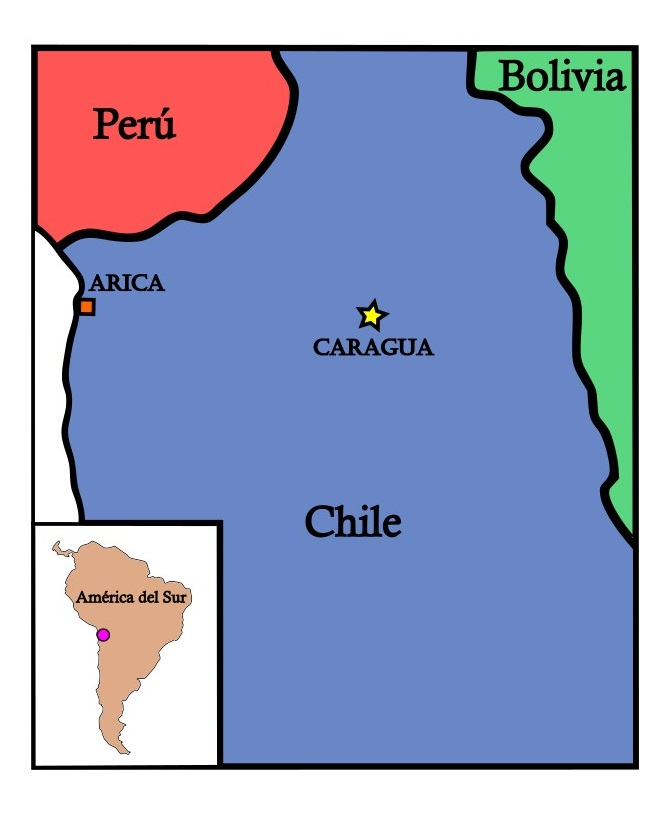
Ubicación comuna caragua.

Los vertebrados de Caragua fueron colectados de la Formación Huaylas expuesta en la ante cordillera oriental de Arica a aproximadamente 18.5°S, actualmente 2900-3100 m.s.n.m al oeste de Caragua, la Precordillera forma el Anticlinal Oxaya del Mioceno Tardío, un gran pliegue suave que se dirige hacia el oeste; Al este, la Cordillera Occidental consta de una zona de pliegue y cizalla del Mioceno que incluye basamentos metamórficos Precámbrico-Paleozoico. La Formación Huaylas está constituida por areniscas polimícticas y gravas semisólidas que fueron depositadas principalmente en un ambiente fluvial y secundariamente en un ambiente aluvial. Las fechas K-Ar y Ar/Ar de las rocas volcánicas indican que las capas fosilíferas se depositaron entre 11,7 ± 0,7 Ma y 10,7 ± 0,3 Ma a principios del Mioceno tardío El ambiente aluvial de las rocas de la Formación Huaylas y la presencia de drenaje mioceno entre cada etapa reflejan un clima semiárido que contrasta con las condiciones climáticas hiperáridas actuales en la región. Este contexto ambiental cambiante representa una oportunidad única para evaluar el papel de procesos geomorfológicos clave en la fauna asociada.

## Paleoecología
Los mesotéridos son el único tipo de mamífero cenozoico (pre-pleistocénico) conocido hasta ahora en la Precordillera del norte de Chile, también eran comunes en el Altiplano Boliviano y altas latitudes de Argentina y Perú. Eran de mediano a gran tamaño (entre 22 y 408 kg. Estimación de la masa corporal en géneros del Orden Notoungulata, probablemente con hábitos de tipo excavador o fosorial. Por su cráneo grande, hocico corto y dientes fuertes se cree que era un herbívoro que se alimentaba de plantas duras y fibrosas. Se cree que vivía en ambientes abiertos, como bosques secos y sabanas.

## Ontogenia
En general la Ontogenia  del Caraguatypotherium Munozi sigue los mismos patrones de crecimiento y diferencias de tamaño entre distintas etapas ontogenéticas que el resto de los mamíferos. También presenta cuantitativamente baja variabilidad ontogenética, pero alta variabilidad en el tamaño de los individuos, que puede llegar hasta un 40% de diferencia en su tamaño entre individuos de edad similar basándose en las características anatómicas (e.g fusión epifisaria) y el esqueleto apendicular principalmente esto sugiere que los factores externos pudieron actuar como potenciales agentes modificadores, como el alimento disponible y las fluctuaciones de condiciones climáticas entre los 11-10 Ma, estos últimos implican un rápido aumento de las precipitaciones, respaldado por el estudio del registro estratigráfico de Caragua. 